# Edwin Thomas (Autor)
Edwin Thomas (* 1977 in Frankfurt am Main) ist ein englischer Schriftsteller, der auch unter dem Pseudonym Tom Harper veröffentlicht.

## Leben
Thomas kam in Westdeutschland zur Welt und verbrachte seine Kindheit und Jugend in Belgien und Connecticut. Nach Beendigung seiner Schulzeit begann er am Lincoln College (Oxford University) zu studieren. Nach erfolgreichem Abschluss seines Studiums arbeitete Thomas ca. drei Jahre in einem Versicherungsunternehmen.
Seine ersten Schreibversuche unternahm er bereits als Schüler. Nach drei Jahren reduzierte Thomas seinen Brotberuf zu einer Halbtagsstelle um sich mehr seinem Schreiben zu widmen.
Derzeit (2011) lebt er zusammen mit seiner Ehefrau, die er während seines Studiums kennengelernt hatte, und seinem Sohn in York.

## Rezeption
Thomas verfasste unter seinem eigenen Namen eine Reihe um seinen Protagonisten „Lieutenant Martin Jerrold“. Diese historischen Romane spielen während der Franzosenzeit und der Koalitionskriege. Nach eigenem Bekunden soll diese Reihe noch fortgesetzt werden.
Unter dem Pseudonym Tom Harper veröffentlichte er eine Reihe von Romanen, die er in der Zeit der Kreuzzüge angesiedelt hatte. Auch entstanden einige Romane, welche sich mit historischen Themen beschäftigen, obwohl sie eigentlich in der Gegenwart handeln. Der Roman Der vergessene Tempel thematisiert die Rüstung bzw. den Schild des Heros Achilleus, Das Buch des Satans beschäftigt sich u. a. mit Johannes Gutenberg und dem Meister der Spielkarten und The Lazarus Vault erzählt die Geschichte der reichen Londoner Monsalvat Bank und wie diese dazu kam.

## Ehrungen
- 2001 The Debut Dagger der Crime Writers’ Association für den Roman The Blighted Cliffs

## Werke (Auswahl)

### Als Edwin Thomas
Lieutenant-Martin-Jerrold-Reihe
- The blighted cliffs. Bantam Books, London 2003, ISBN 0-593-05064-9.
- Chains of Albion. Bantam Books, London 2004, ISBN 0-593-05065-7.
- Treason’s Roiver. Bantam Books, London 2006, ISBN 0-593-05066-5.

### Als Tom Harper
Kreuzzug-Serie
- Mord in Byzanz. Roman („The mosaic of shadows“, 2004). Goldmann, München 2004, ISBN 3-442-36057-9.
- Das geheime Kreuz. Roman („Knights of the Cross“, 2005). Goldmann, München 2005, ISBN 3-442-36058-7.
- Siege of Heaven. A novel. Century Books, London 2006, ISBN 978-1-84413-029-0.

einzelne Romane
- Der vergessene Tempel. Roman („The lost temple“, 2007). Rowohlt, Reinbek 2009, ISBN 978-3-499-24809-2.
- Das Buch des Satans. Thriller („The Book of Secrets“, 2009). Rowohlt, Reinbek 2010, ISBN 978-3-499-25436-9.
- Die Hüter des Grals. Thriller („The Lazarus Vault“, 2010). Rowohlt, Hamburg 2012, ISBN 978-3-499-25732-2.